# 26 Pomorski Dywizjon Artylerii Ciężkiej
26 Pomorski Dywizjon Artylerii Ciężkiej (26 dac) – pododdział artylerii ciężkiej Wojska Polskiego.
Dywizjon został sformowany w lutym 1946 roku, w garnizonie Biedrusko, na bazie 80 Pomorskiego Pułku Artylerii Ciężkiej. Jednostka została zorganizowana według etatu Nr 4/15 samodzielnego dywizjonu artylerii ciężkiej czasu "P". Stan etatowy dywizjonu liczył 6 pracowników kontraktowych i 358 wojskowych, w tym 41 oficerów i 100 podoficerów oraz 217 szeregowców. Podstawowym uzbrojeniem dywizjonu było dwanaście 152 mm haubicoarmat wz. 1937 (MŁ-20). Latem 1948 roku jednostka została przeformowana na etat Nr 4/39 o stanie 173 żołnierzy, włączona w skład 14 Brygady Artylerii Ciężkiej z zachowaniem dotychczasowej nazwy i numeru oraz dyslokowana do Strachowa. Jesienią 1951 roku dyon wraz z całą brygadą został przeniesiony do garnizonu Bolesławiec, gdzie zajął koszary opuszczone przez 92 Pułk Artylerii Przeciwpancernej. W terminie do 1 grudnia 1951 roku 14 BAC została przeformowana na etat Nr 4/63. W wyniku tej reorganizacji dyon utracił swoją nazwę i numer.